# Лавалі
Лавалі (перс. لوالي) — село в Ірані, у дегестані Пір-Кух, у бахші Дейламан, шагрестані Сіяхкаль остану Ґілян. За даними перепису 2006 року, його населення становило 36 осіб, що проживали у складі 10 сімей.

## Клімат
Середня річна температура становить 10,54 °C, середня максимальна – 25,83 °C, а середня мінімальна – -6,25 °C. Середня річна кількість опадів – 421 мм.
| Клімат поселення                              | Клімат поселення | Клімат поселення | Клімат поселення | Клімат поселення | Клімат поселення | Клімат поселення | Клімат поселення | Клімат поселення | Клімат поселення | Клімат поселення | Клімат поселення | Клімат поселення | Клімат поселення |
| Показник                                      | Січ.             | Лют.             | Бер.             | Квіт.            | Трав.            | Черв.            | Лип.             | Серп.            | Вер.             | Жовт.            | Лист.            | Груд.            |                  |
| Середній максимум, °C                         | 4,97             | 5,86             | 8,35             | 14,63            | 19,55            | 24,02            | 25,83            | 25,71            | 22,10            | 18,66            | 11,91            | 6,63             |                  |
| Середня температура, °C                       | −0,64            | 0,27             | 2,72             | 9,01             | 13,95            | 18,41            | 21,15            | 21,03            | 17,41            | 13,98            | 7,20             | 1,94             |                  |
| Середній мінімум, °C                          | −6,25            | −5,35            | −2,88            | 3,42             | 8,34             | 12,81            | 16,45            | 16,35            | 12,74            | 9,30             | 2,53             | −2,74            |                  |
| Норма опадів, мм                              | 39               | 41               | 64               | 48               | 36               | 13               | 12               | 12               | 16               | 40               | 48               | 52               |                  |
| Середньомісячна швидкість вітру, м/с          | 2.04             | 2.50             | 2.64             | 3.08             | 2.58             | 2.32             | 2.20             | 1.99             | 1.96             | 1.94             | 2.14             | 1.93             |                  |
| Середньомісячна сонячна радіація, кДж/м²·день | 7694             | 10072            | 12455            | 16660            | 20660            | 23483            | 23409            | 20523            | 17438            | 12476            | 9346             | 7319             |                  |
| --------------------------------------------- | ---------------- | ---------------- | ---------------- | ---------------- | ---------------- | ---------------- | ---------------- | ---------------- | ---------------- | ---------------- | ---------------- | ---------------- | ---------------- |
| Джерело:                                      |                  |                  |                  |                  |                  |                  |                  |                  |                  |                  |                  |                  |                  |